# Géant blanc du Bouscat
Le Géant blanc du Bouscat est une race de lapin domestique français.

## Origine
Issu de croisements entre les races Argenté de Champagne, Géant des Flandres et Angora.
Le Géant blanc du Bouscat est originaire de la région du Bouscat dans la banlieue bordelaise, où la race a été sélectionnée.
La race a été exposée pour la première fois à Paris en 1910 et dont le standard est reconnu par la fédération française de cuniculiculture depuis 1924.

## Description
Animal de grande taille, robuste et assez allongé. Ossature moyenne (assez fine pour un lapin géant). De grande taille mais se différenciant nettement de la stature et de la configuration du Géant des Flandres. La ligne dorsale s'élève régulièrement à partir de la nuque pour former un léger arc à point culminant situé un peu en arrière des hanches.
L'allure d'ensemble est vive et souple chez l'animal en mouvement. Tronc est particulièrement développé dans sa partie postérieure et épaules bien attachées.
La croupe, pleine et parfaitement arrondie paraît légèrement relevée. Le râble est assez long et épais. Les cuisses, bien remplies, émergent quelque peu. Les pattes, de longueur moyenne, sont de bonne structure et bien portées.

### Standard
- Poids:
  - Mâle = : 6,000 kg et plus. Minimum : 5,000 kg
  - Femelle = 6,500 kg et plus. Minimum :5,500 kg
- Fourrure : assez longue, environ 35 - 40 mm, dense et lustrée, sans manquer de finesse. Les poils recteurs, nettement visibles, déterminent le reflet givré du pelage et lui procurent sa bonne tenue.
- Tête et yeux : Forte et assez large chez le mâle, plus allongée chez la femelle. Le chanfrein est busqué chez les deux sexes, grands et bien ouverts.
- Oreilles : Robustes, assez épaisses et bien velues. Portées droites, leurs extrémités sont suffisamment larges et arrondies en cuillère.

La longueur minimale : 15 cm. La longueur idéale en harmonie avec le type de la race est de 17 à 18,5 cm. Longueur maximale : 20 cm.
- Couleur : Dépigmentation totale (Albinisme) fait ressortir une nuance blanc de neige sur l'ensemble de la fourrure avec des yeux à iris rose franc. Les ongles sont également dépigmentés.

## Souches
Il existe plusieurs souches de la race:
- Par les éleveurs amateurs
- Lapins de chair de la race Géant Blanc du Bouscat sélectionnés par les professionnels, pour croisements.

## Sources et références
1. ↑  « Club français des lapins géants »